# Овсієнко Антон Михайлович
Антон Михайлович Овсієнко (народився 25 квітня 1979 в селі Богданівка Броварського району Київської області) — український діяч місцевого самоврядування, з листопада 2010 до листопада 2020 року — Святопетрівський сільський голова (Києво-Святошинський район Київської області), з 13 листопада 2020 року — Білогородський сільський голова (Бучанський район Київської області). Нагороджений орденом «За мужність» ІІІ ступеня (2022).  

## Освіта
- 2005. Київський юридичний інституті МВС України, юрист.
- 2009. Національна академія державного управління при Президентові України, спеціальність – «Державне управління», магістр
- 2011. Полтавський університет економіки та торгівлі, факультет «Фінанси», спеціаліст із фінансів
- 2017. Полтавський університет економіки та торгівлі, спеціальність «Управління персоналом та економіка праці»
- 2019 — теперішній час. Полтавський університет економіки та торгівлі, аспірант відділення «Підприємництво, торгівля та біржова діяльність»
- 2022 — теперішній час. Навчально-науковий інститут публічного управління та державної служби Київського національного університету імені Тараса Шевченка, спеціальність «Публічне управління та адміністрування».

## Життєпис
З 1993 року мешкає у селі Святопетрівське (тоді — Петрівське). У 1996 році закінчив Петрівську загальноосвітню школу І-ІІІ ступенів (нині Святопетрівський академічний ліцей). Відразу після здобуття середньої освіти почав працювати автослюсарем в автотранспортному підприємстві. У 1999 році закінчив Київський кооперативний економічно-правовий технікум за спеціальністю «Правознавство» та здобув кваліфікацію юриста.
З 2000 до 2010 року працював у страховому бізнесі. У 2010 році балотувався на посаду тоді ще Петрівського сільського голови та виграв ці вибори. У 2015 році Антона Михайловича переобрали на другий термін.
У 2020 обраний Білогородським сільським головою та очолив Білогородську територіальну громаду, до складу якої входить 10 сіл у передмісті Києва: Білогородка, Бобриця, Гнатівка, Гореничі, Лука, Музичі, Неграші, Святопетрівське, Стоянка, Шевченкове. За Антона Овсієнка проголосували понад 52% виборців, що взяли участь у місцевих виборах 25 жовтня 2020 року.
З початком повномасштабного російського вторгнення під проводом Антона Овсієнка було організовано оборону Білогородської громади силами територіальної оборони, налагоджено роботу гуманітарного штабу для допомоги цивільному населенню. Також з перших днів активно взаємодіяв із військовими, і має вагомий внесок у те, що Білогородську громаду не було окуповано. У сірій зоні перебувало село Стоянка, решта громади — 9 сіл — залишилася вільною територією.
Важливим етапом життя громади в той період були евакуації цивільного населення окупованих територій Бучанського району. Більша частина відбулася саме через Білогородку. З 9 до 26 березня громада прийняла 6 хвиль евакуацій. Загалом це від 50 до 70 тис. осіб (за різними оцінками, офіційної статистики немає).

## У місцевому самоврядуванні
- 2010 — Петрівський сільський голова
- 2015 — Святопетрівський сільський голова
- 2020 — Білогородський сільський голова

## Родина
Дружина Тетяна, син Андрій, донька Антоніна.

## Відзнаки
- Грамота Верховної Ради України (2021)
- Орден «За мужність» ІІІ ступеня (2022)[1]